# 短劇的巨人
《短劇的巨人》是由hounori創作的四格漫畫作品。於講談社免費漫畫網站App《Manga Box》2013年12月4日至2014年12月30日期間連載，單行本全2卷。為《進擊的巨人》衍生作品。

## 概要
為慶祝《別冊少年Magazine》電子化，而展開的衍生作品祭的作品之一。
於《別冊少年Magazine》9月号（2014年8月9日），一同與《進擊！巨人中學校》、《進擊的巨人 無悔的選擇》、《進擊的巨人 Before the fall》刊載出差特別短篇。

## 出版書籍
| 卷數 | 講談社       | 講談社                 | 東立出版社    | 東立出版社             |
| 卷數 | 發售日期     | ISBN                   | 發售日期      | ISBN                   |
| ---- | ------------ | ---------------------- | ------------- | ---------------------- |
| 1    | 2014年8月8日 | ISBN 978-4-06-395152-3 | 2016年4月18日 | ISBN 978-986-462-928-2 |
| 2    | 2015年4月9日 | ISBN 978-4-06-395360-2 | 2016年4月18日 | ISBN 978-986-462-929-9 |

## 外部連結
- 短劇的巨人在動畫新聞網百科全書中的資料（英文）